# 阿罗斯河
阿羅斯河（法語：Arros，法語發音：[aʁɔs]）是法國的河流，位於該國西南部，屬於阿杜爾河的右支流，河道全長130.8公里，流域面積1283平方公里，平均流量每秒9立方米，發源自埃斯帕罗斯。

## 外部連結
- http://www.geoportail.fr （页面存档备份，存于）
- Sandre数据库中的阿羅斯河 （页面存档备份，存于）